# カーラ・マクラウド
カーラ・マクラウド（Carla MacLeod、女性、1982年6月16日 - ）は、カナダの元アイスホッケー選手、元カナダ代表で現指導者。アルバータ州スプルース・グローブ出身。トリノオリンピック、バンクーバーオリンピック金メダリスト。モントリオール・カナディアンズ伝説の名選手であったモーリス・リシャールの遠戚にあたる。

## 来歴
カルガリーのビショップ・キャロル高校高校卒。マクラウドは、1991年と2001年にチーム・アルバータの一員としてカナダ国内選手権に参加した。

### ウィスコンシン・バジャーズ
マクラウドはウィスコンシン・バジャーズ（ウィスコンシン大学マディソン校女子アイスホッケー部）で4年間プレーし、2003/04シーズンから2004/05シーズンまで主将を務めた。この間、チームのヘッドコーチであったマーク・ジョンソンを補佐した。マクラウドのリーダーシップはジョンソンをして「マクラウドは第2のヘッドコーチだ」と言わしめたほどであった。
また在学中にはスポーツ及び学業の優秀さを認められて、ウィスコンシン大学ビッグテンメダルを授与されている。4年次にはモリー・エングストローム（後にバンクーバーオリンピック銀メダリスト）とともにアシスタントコーチに就任し、映像によるゲーム分析を担当した。

### カナダ代表
1999年から2003年まではU-22代表に選出されている。2003年にシニア代表入りし、同年の4か国対抗で準優勝。翌年の4か国対抗では優勝を果たした。アイスホッケー世界選手権でのデビューは2005年大会からで、その前年までは代表落ちしており、この大会では銀メダルを獲得した。
2006年のトリノオリンピックでは金メダルを獲得し、自らも大会オールスターに選出されている。
2010年9月14日、カナダホッケー協会は、マクラウドら4人の代表引退を発表した。代表引退後はカナダロイヤル銀行の広報担当となった。

## 指導者
2010年秋、マクラウドはカルガリーに所在するマウントロイヤル大学のアシスタントコーチに就任した。2011/12シーズンは、U-18カナダ代表のアシスタントコーチを務め、同チームをU18世界選手権優勝に導いた。
2012年2月、マクラウドは日本アイスホッケー連盟の招きに応じて女子日本代表の強化コーチに就任する。2013年2月、日本代表はスロバキアのポプラトで開催されたソチオリンピック世界最終予選で史上初の予選突破を果たした。日本のメディアは、マクラウドの技術スキルや好感のもてる人柄だけでなく、アイスホッケーのメンタリティや俊敏に高い位置からプレスをかけるというプレースタイルを賞賛した。大澤ちほら日本代表メンバーに「失敗を恐れない。次に成功させればいい。だから笑顔で。」と語り、楽しんでプレーすることを求めた。触発された選手らは話し合って、チームの愛称を「スマイルジャパン」にしようを決めたという。

## 主要大会のスタッツ
| 大会              | 出場試合 | ゴール | アシスト | ポイント | ペナルティ |
| 2005 世界選手権   | 5        | 1      | 2        | 3        | 0          |
| 2006 オリンピック | 5        | 2      | 2        | 4        | 2          |
| 2007 世界選手権   | 5        | 0      | 1        | 1        | 2          |
| 2008 世界選手権   | 5        | 1      | 3        | 4        | 2          |
| 2009 世界選手権   | 5        | 2      | 6        | 8        | 4          |
| 2010 オリンピック |          |        |          |          |            |

## 受賞歴
- 2004-05年 USCHO.com 年間ディフェンシブ・プレーヤー[15]
- 2009年 世界選手権MVP